# Scriblerus Club
De Scriblerus Club was een groep bevriende Engelse schrijvers die zich ten doel stelden zaken als kwakzalverij en absurde wetenschappelijke theorieën door middel van satire aan de kaak te stellen.
De groep ontstond rond 1713 en kwam bijeen in een Londens koffiehuis, waar ideeën werden uitgewisseld. De leden waren onder meer Alexander Pope, Jonathan Swift, John Arbuthnot, William Congreve, John Gay, Thomas Parnell en Francis Atterbury. Gezamenlijk ondernamen zij de samenstelling van de Memoirs of Martinus Scriblerus. Slechts één deel zag uiteindelijk het licht, grotendeels van de hand van John Arbuthnot, in het tweede deel van Alexander Popes Works uit 1741. De naam Martinus Scriblerus werd door Pope ook gebruikt als pseudoniem en later ook door George Crabbe.
De groep hield geleidelijk op te bestaan met het overlijden van de leden tussen 1732 en 1745. Pope en Swift waren de meest prominente leden.